# 지원 (원 세조)
지원(至元, 1264년 8월 ~ 1294년)은 몽골 제국 세조(世祖) 쿠빌라이 세첸 칸의 두번째 연호이다. 30년 4개월 가량 사용하였다. 테무르 올제이투 칸(성종)의 즉위 후 개원 할 때까지 사용하였다.

## 개원
- 중통(中統) 5년 8월 16일[1](율리우스력 1264년 9월 7일)에 연호를 지원(至元)으로 개원함.[2][3][4][5]

- 지원(至元) 31년 11월 27일[6](율리우스력 1294년 12월 15일)에 연호를 원정(元貞)으로 정하고, 다음 해 1월 1일[7](율리우스력 1295년 1월 17일)에 개원함.[8][9][10][5]

## 연대 대조표
| 지원 | 서기(西紀) | 간지(干支) | 남송 연호                |
| 원년 | 1264년     | 갑자(甲子) | 경정(景定) 5년           |
| 2년  | 1265년     | 을축(乙丑) | 함순(咸淳) 원년          |
| 3년  | 1266년     | 병인(丙寅) | 함순 2년                 |
| 4년  | 1267년     | 정묘(丁卯) | 함순 3년                 |
| 5년  | 1268년     | 무진(戊辰) | 함순 4년                 |
| 6년  | 1269년     | 기사(己巳) | 함순 5년                 |
| 7년  | 1270년     | 경오(庚午) | 함순 6년                 |
| 8년  | 1271년     | 신미(辛未) | 함순 7년                 |
| 9년  | 1272년     | 임신(壬申) | 함순 8년                 |
| 10년 | 1273년     | 계유(癸酉) | 함순 9년                 |
| 지원 | 서기(西紀) | 간지(干支) | 남송 연호                |
| 11년 | 1274년     | 갑술(甲戌) | 함순(咸淳) 10년          |
| 12년 | 1275년     | 을해(乙亥) | 덕우(德祐) 원년          |
| 13년 | 1276년     | 병자(丙子) | 덕우 2년 경염(景炎) 원년 |
| 14년 | 1277년     | 정축(丁丑) | 경염 2년                 |
| 15년 | 1278년     | 무인(戊寅) | 경염 3년 상흥(祥興) 원년 |
| 16년 | 1279년     | 기묘(己卯) | 상흥 2년                 |
| 17년 | 1280년     | 경진(庚辰) | …                        |
| 18년 | 1281년     | 신사(辛巳) | …                        |
| 19년 | 1282년     | 임오(壬午) | …                        |
| 20년 | 1283년     | 계미(癸未) | …                        |
| 지원 | 서기(西紀) | 간지(干支) |                          |
| 21년 | 1284년     | 갑신(甲申) |                          |
| 22년 | 1285년     | 을유(乙酉) |                          |
| 23년 | 1286년     | 병술(丙戌) |                          |
| 24년 | 1287년     | 정해(丁亥) |                          |
| 25년 | 1288년     | 무자(戊子) |                          |
| 26년 | 1289년     | 기축(己丑) |                          |
| 27년 | 1290년     | 경인(庚寅) |                          |
| 28년 | 1291년     | 신묘(辛卯) |                          |
| 29년 | 1292년     | 임진(壬辰) |                          |
| 30년 | 1293년     | 계사(癸巳) |                          |
| 지원 | 서기(西紀) | 간지(干支) |                          |
| 31년 | 1294년     | 갑오(甲午) |                          |

## 동시대 연호

### 중국
남송(南宋)
- 경정(景定) (1260년 ~ 1264년)
- 함순(咸淳) (1265년 ~ 1274년)
- 덕우(德祐) (1275년 ~ 1276년)
- 경염(景炎) (1276년 ~ 1278년)
- 상흥(祥興) (1278년 ~ 1279년)

중국(기타)
- 두가용(杜可用) 만승(萬乘) (1280년)
- 진적안(陳吊眼) 창태(昌泰) (1281년)
- 황화(黃華) 상흥(祥興) (1282년 ~ 1283년)
- 임계방(林桂芳) 연강(延康) (1283년)
- 양진룡(楊振龍) 안정(安定) (1289년)

### 베트남
- 티에우롱(紹隆) (1258년 ~ 1272년)
- 바오푸(寶符) (1273년 ~ 1278년)
- 티에우바오(紹寶) (1279년 ~ 1285년)
- 쭝흥(重興) (1285년 ~ 1293년)
- 흥롱(興隆) (1293년 ~ 1314년)

### 일본
- 분에이(文永) (1264년 ~ 1275년)
- 겐지(建治) (1275년 ~ 1278년)
- 고안(弘安) (1278년 ~ 1288년)
- 쇼오(正應) (1288년 ~ 1293년)
- 에이닌(永仁) (1293년 ~ 1299년)

## 같이 보기
- 중국의 연호